# Шиятоша
Шиятоша — река в России, протекает по Татарстану.

## География и гидрология
Является крупнейшим (правым) притоком реки Шия.
Берёт начало в лесистой местности на юго-западе Алькеевского района. Общее направление течения — северо-восток-восток.
Устье находится в 6,1 километра от устья реки Шия.
Общая протяжённость реки — 12 километров. Площадь водосборного бассейна — 72,2 км².
Основные притоки (левые): Красная Речка, Азик.

## Хозяйственное значение
Бассейн реки слабо заселён. Всего в бассейне расположены три населённых пункта с общим населением 330 чел. (2018), крупнейший населённый пункт — д. Татарские Шибаши.
В 3 километрах от реки проходит Исторический вал.

## Данные водного реестра
По данным государственного водного реестра России относится к Нижневолжскому бассейновому округу, водохозяйственный участок реки — Большой Черемшан от истока и до устья. Речной бассейн реки — Волга от верхнего Куйбышевского водохранилища до впадения в Каспий.
Код объекта в государственном водном реестре — 11010000412112100005237.